# Остерман, Марфа Ивановна
Графиня Марфа Ивановна Остерман, урождённая Стрешнева (1698 — 24 февраля 1781) — статс-дама Екатерины I, жена вице-канцлера Андрея Остермана.

## Биография
Была дочерью покойного ближнего боярина и стольника Ивана Родионовича Стрешнева, внучкой Родиона Стрешнева, «дядьки» Петра I. Имела трёх братьев, из которых Пётр Иванович дослужился до высокого чина генерал-аншефа.
Помолвка Марфы и графа Остермана состоялась 18-го декабря 1720 года, в день рождения царевны Елизаветы Петровны, в дворцовых апартаментах государя Петра Алексеевича, в присутствии многих знатных персон. Помолвка эта была устроена самим Петром I, пожелавшим обеспечить тесную связь талантливого иноземца с русской аристократией.
Помолвка эта, а за тем и свадьба, возбудили сильное неудовольствие среди тогдашней русской знати и казались унизительными для родовитых русских людей. Действительно, двадцатидвухлетняя боярышня Марфа Ивановна доводилась двоюродною правнучкою покойной царице Евдокии Лукьяновне, родной бабке самого государя, и считалась одной из богатых невест, а тридцатичетырехлетний жених ея был не более как пришлец-иноземец, пасторский сын, и притом лютеранин.

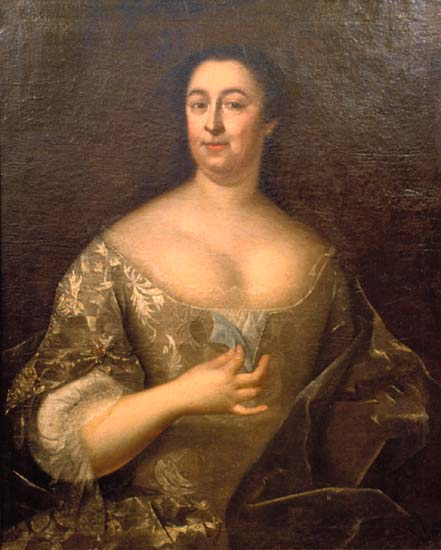
На портрете кисти Франкарта, 1738

Свадьбу сыграли в воскресенье 21-го января 1721 года. Помимо богатого придания Остерман получил от государя баронский титул. Марфа получила в приданое село Стрешнево в Данковском уезде Рязанской губернии. После смерти брата Василия Стрешнева в род Остерманов перешло наследство усадьба в начале Божедомского переулка в Москве (ныне Всероссийский музей декоративно-прикладного и народного искусства), попавшая в род Стрешневых ещё через отца царицы Евдокии Лукьяновны.
Сохранилась переписка её с мужем, свидетельствующая о силе её привязанности.
 Марфа Ивановна любила своего мужа безгранично. Не чуждаясь большого света, она тем более предпочитала ему свой тихий, домашний уголок, что в течение трех лет ежегодно дарила своего мужа потомством.

Участвовала в большом маскараде 1723 г., будучи одета в «шкармуцком платье». В декабре 1725 года была пожалована в статс-дамы императрицы. Современники обвиняли её в скупости и неряшливости. Фон Манштейн пишет: «Он получил от неё большое приданое, однако она была одним из злобнейших существ на свете».
После переворота 1741 года, возведшего на престол Елизавету Петровну, её муж был приговорен к смертной казни, но на плахе помилован и сослан в Березов. Хотя императрица дала разрешение женам осуждённых по этому делу оставаться в своих имениях, все они последовали за мужьями в ссылку, как и сделала Марфа Ивановна, преданно ухажившаяся за больным, полурасслабленным подагриком, в которого превратился её супруг. «В силу высочайшего повеления, чтобы утренняя заря не застала изгнанников в столице, Остерман и супруга его, в самые сумерки 18 января 1742 года, снаряжаемы были в дальний путь».

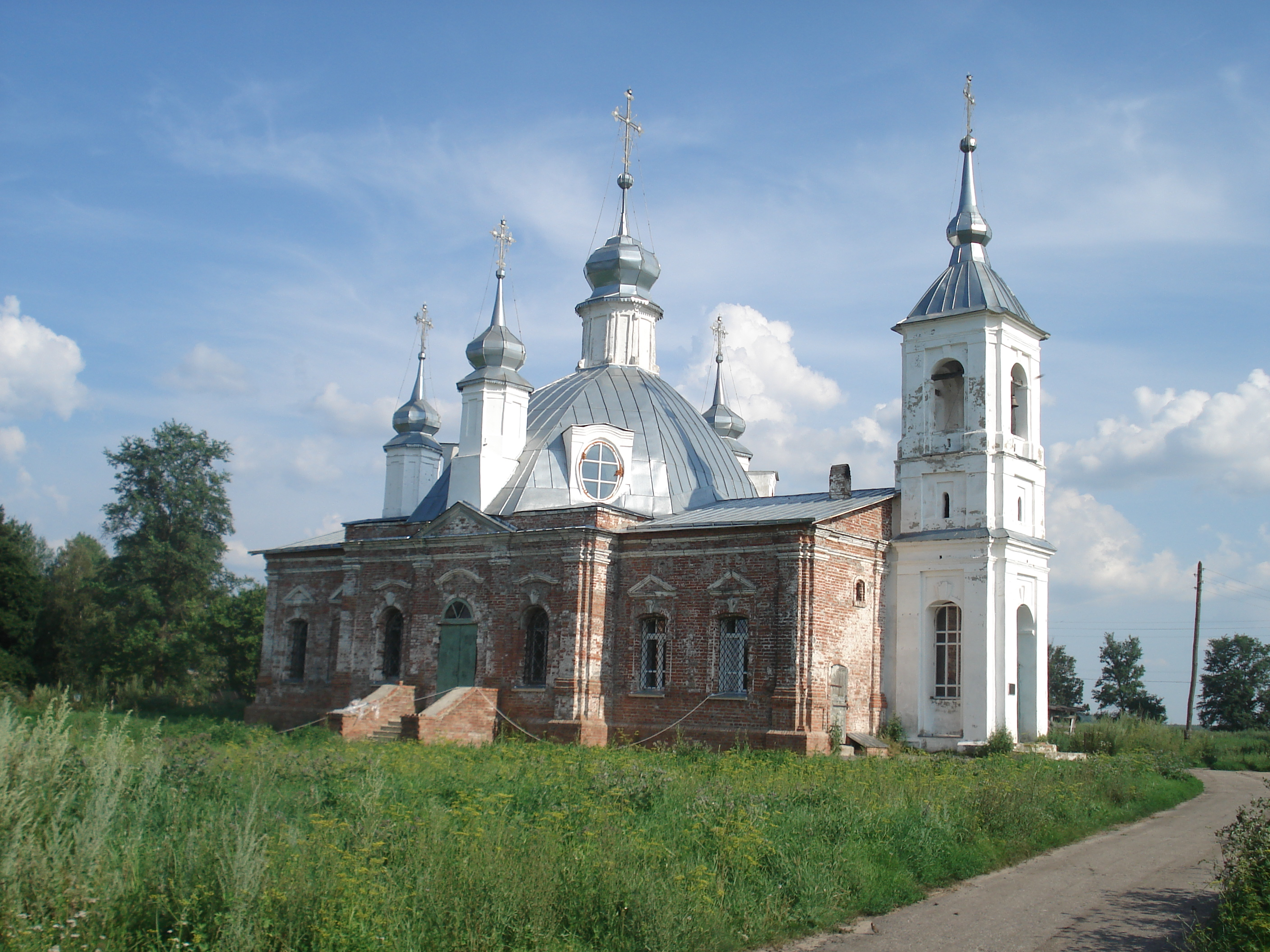
Троицкая церковь

Имущество Остерманов было конфисковано. В изгнании в Берёзове супруги провели 6 лет, а когда её муж скончался в январе 1747 года, Высочайший указ об освобождении из Сибири графини Марфы Ивановны и находившихся при ней служителей последовал лишь 21-го июня 1749 года. За добровольной изгнанницей с указом о её освобождении был послан для сопровождения графини до Москвы курьер Артемий Каршанинов. 17-го января 1750 года она прибыла в Москву.
В 1771 г. по прошению её сына Фёдора, московского главнокомандующего и генерал-поручика, архиепископ Московский Амвросий (Зертис-Каменский) из-за немощности и преклонного возраста вдовствующий графини Марфы Ивановны Остерман дозволил устройство в усадьбе Полтево домового храма «при покоях, во имя Рождества Пресвятыя Богородицы с подвижным антиминсом».
Проживала в Москве до самой своей кончины, последовавшей 24-го февраля 1781 года, на 84 году от рождения. Похоронена в Троицкой церкви, построенной её сыном Фёдором, в селе Красном Сапожковского уезда Рязанской губернии.

## Дети
1. Пётр Андреевич Остерман (21 марта 1722 — 1 мая 1723)
2. Фёдор Андреевич Остерман (11 апреля) 1723 — 10 (21) ноября 1804)
3. Анна Андреевна Остерман (22 апреля 1724—1769), в замужестве Толстая, бабка графа Александра Ивановича Остермана-Толстого.
4. Иван Андреевич Остерман (25 апреля 1725-18 апреля 1811)

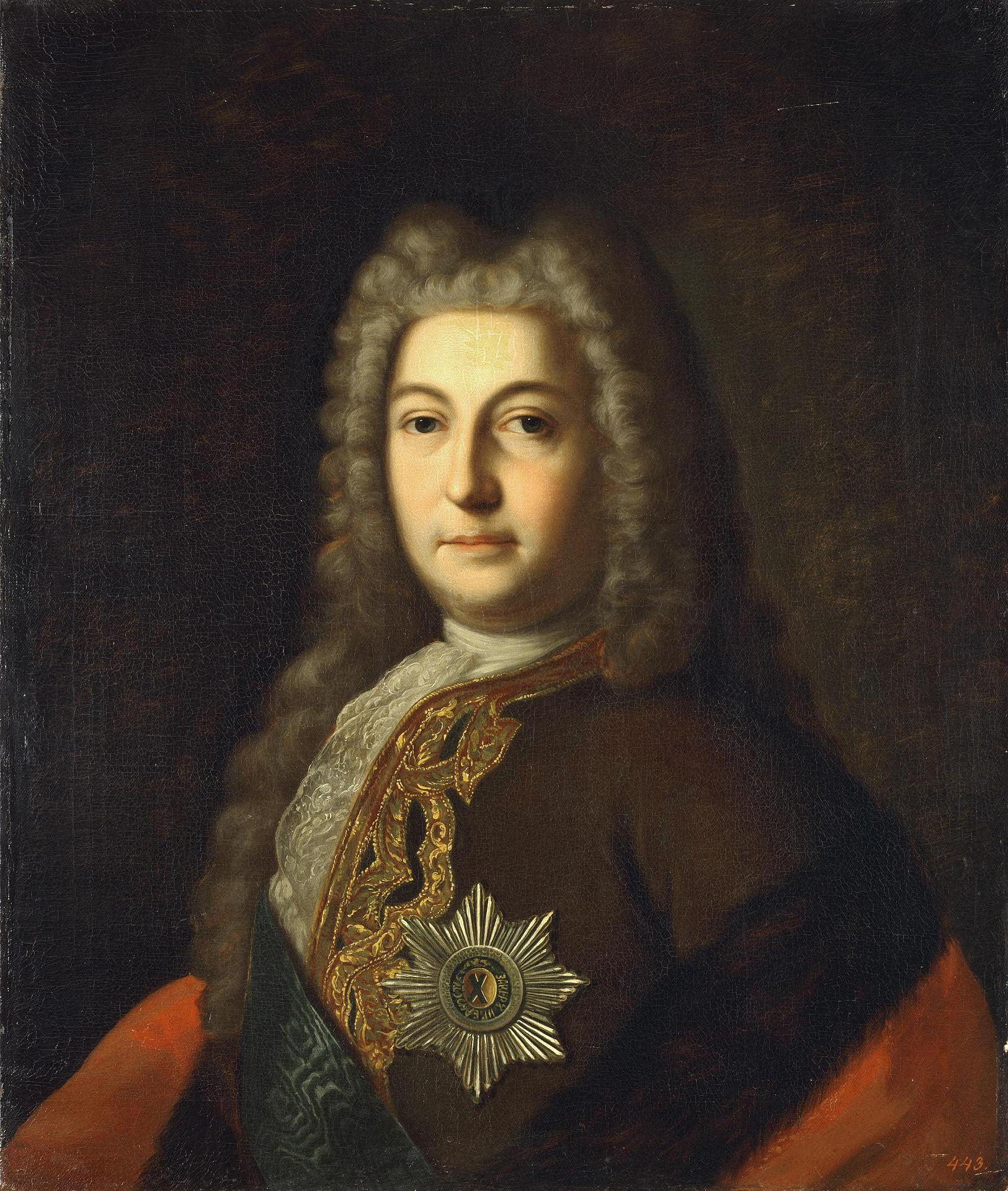
Андрей Иванович
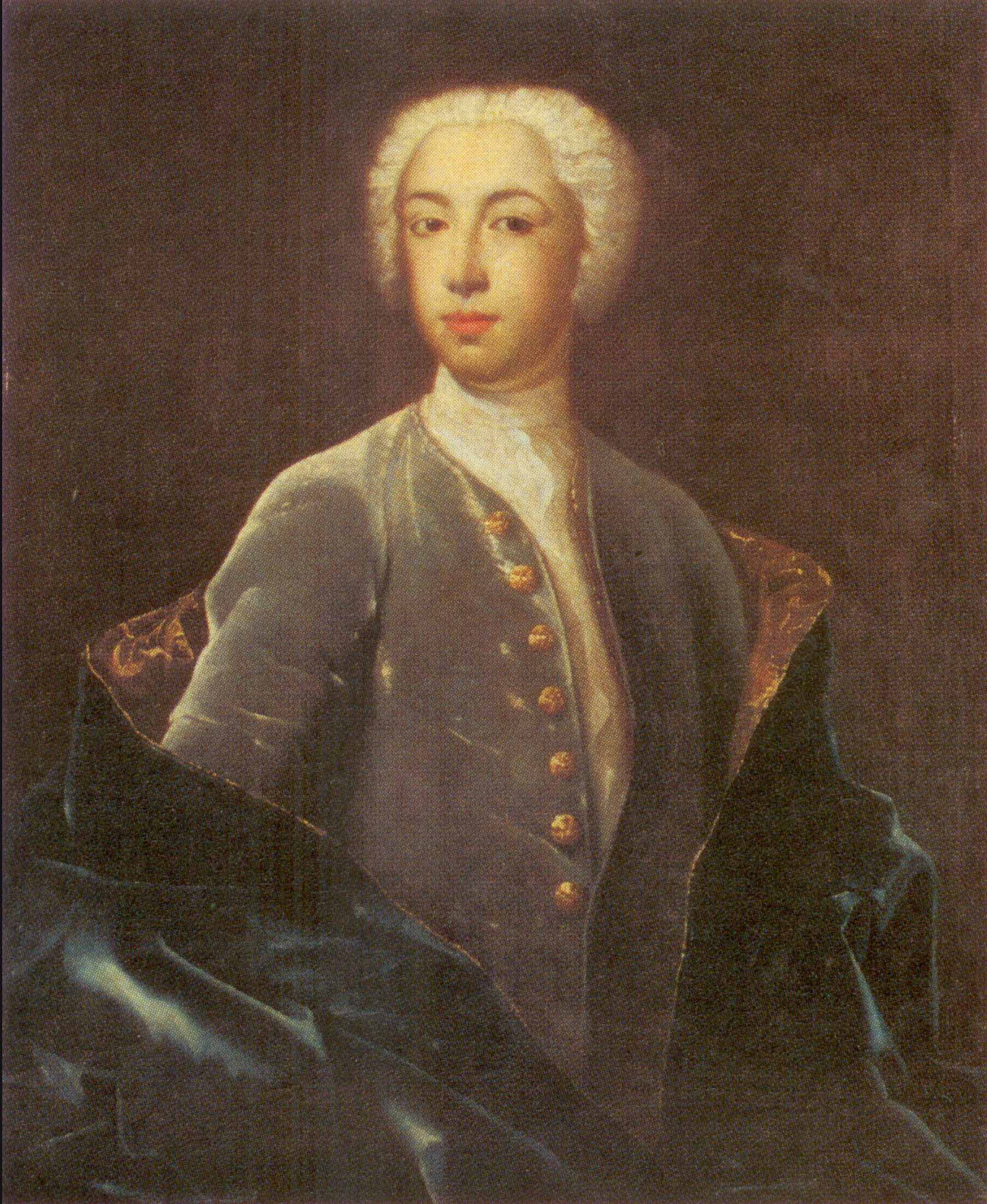
Фёдор
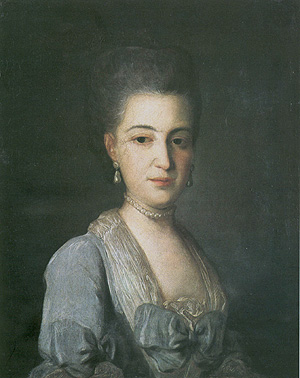
Анна
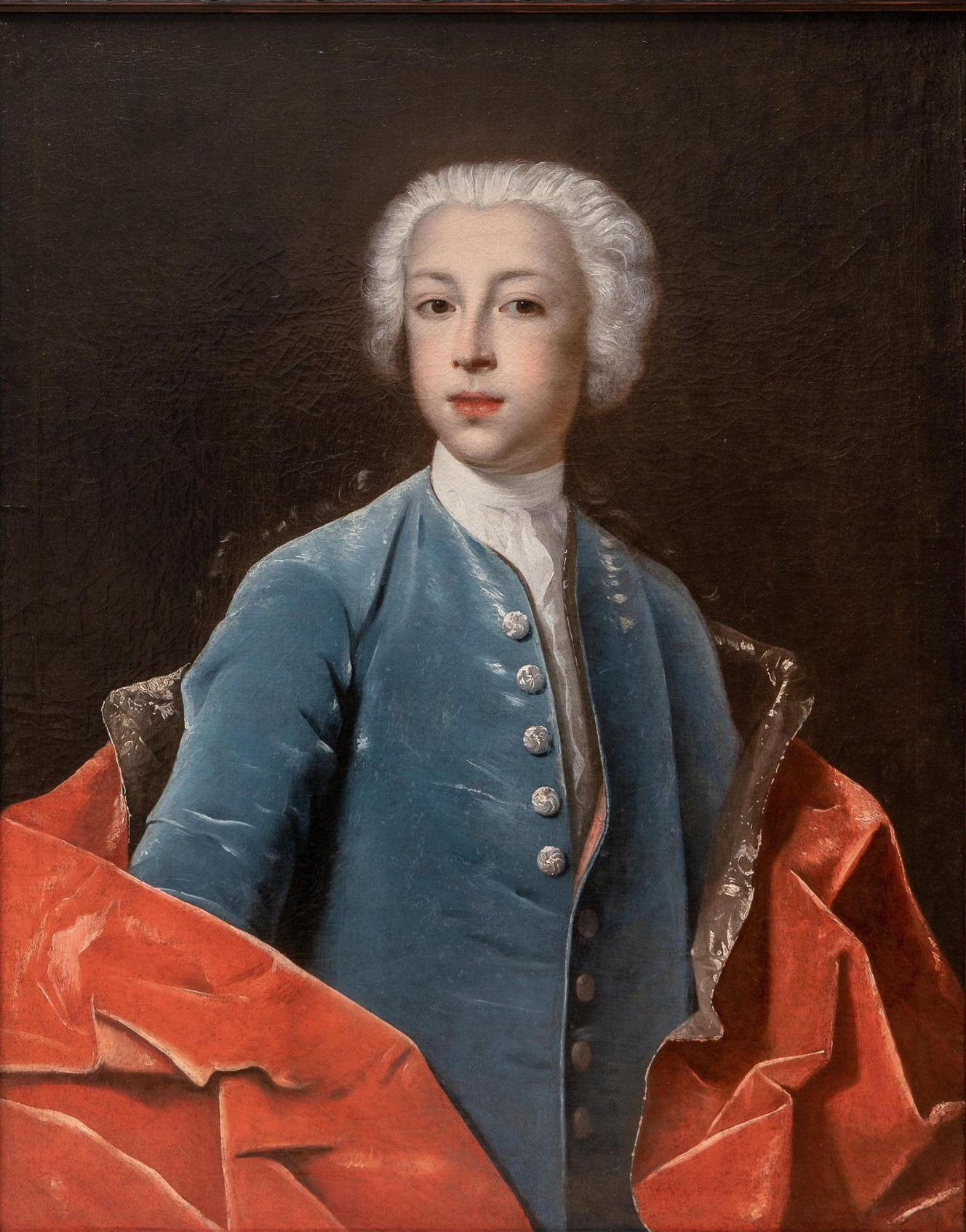
Иван

## В культуре
- Упоминается в романе Валентина Пикуля «Слово и дело».
- Всеволод Соловьев в своей книге «Юный император» пишет о ней: «Баронесса Марфа Ивановна Остерман, урожденная Стрешнева, была сосватана Андрею Ивановичу самим Петром Великим, и в несколько лет счастливой семейной жизни как-то даже по внешнему виду совсем превратилась в немецкую фрау».
- В цикле фильмов «Тайны дворцовых переворотов» её роль исполняет Марина Яковлева.